# 사이클론 이다이
사이클론 이다이(Cyclone Idai)은 남서인도양에서 가장 사망자, 재산피해가 많은 사이클론이며 남반구에서 1973년 플로레스 사이클론 다음으로 사망자가 많은 사이클론이다.

## 사이클론의 진행

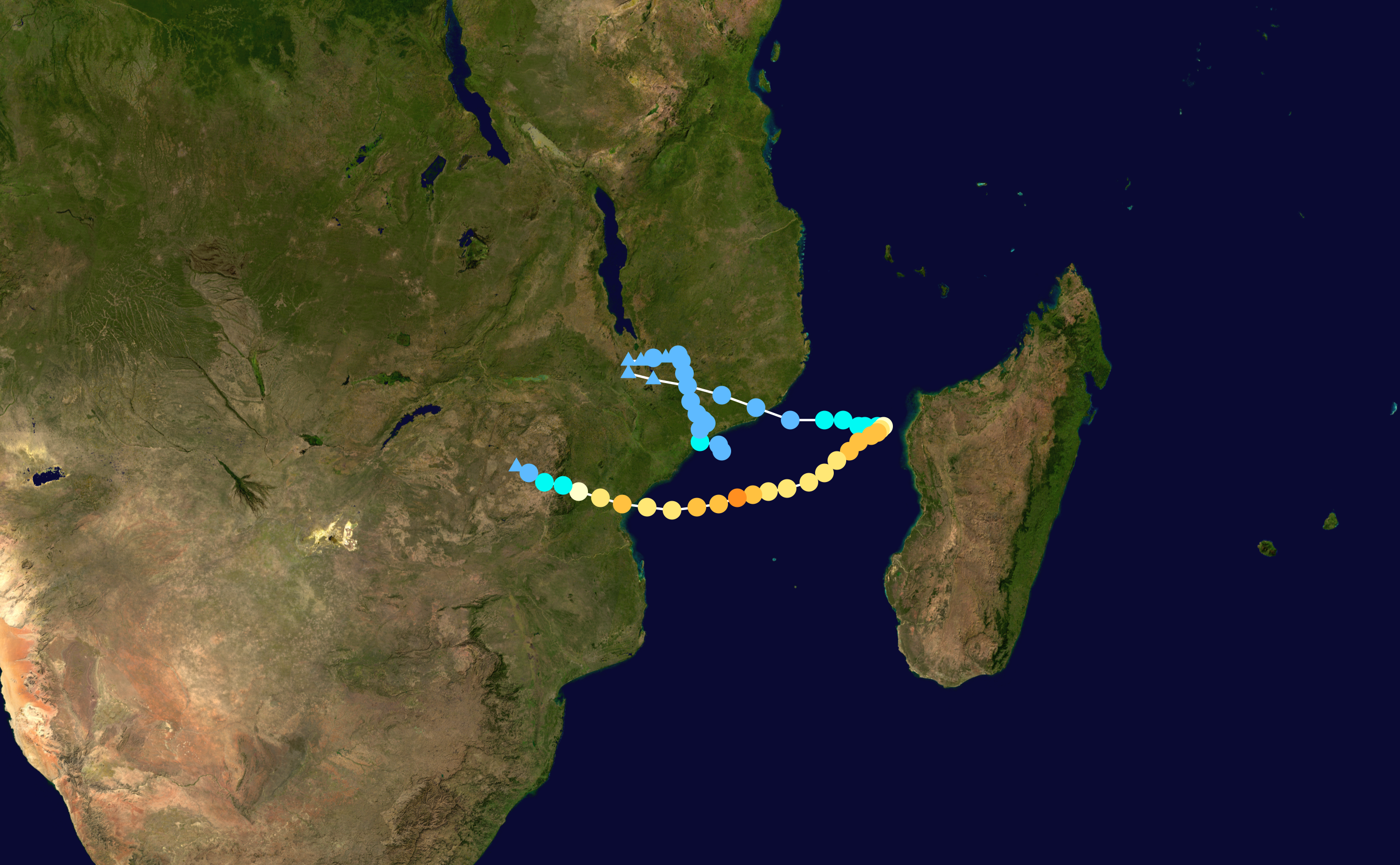
사이클론 이다이의 경로

사이클론 이다이의 시초는 3월 1일에 모잠비크 해협에서 발생했다. 사이클론 이다이는 서남서쪽으로 아프리카 동해안으로 이동하고있었다. 3월 4일, MFR은 열대저기압 11R이 모잠비크 동부 해안에서 발생했다고 발표했다. 열대저기압은 서쪽으로 이동하며 모잠비크에 상륙했다.
이 열대저기압은 육지에 상륙했지만 소멸하지 않고 3월 9일에 다시 모잠비크 해협으로 갔다.
3월 8일 22:00 UTC에 JTWC는 열대저기압 형성 경보 (TCFA)를 발령했다. 그후 모잠비크 해협에 다시 진입했을 때 열대저기압 11S로 명명했다. 3월 10일 00:00 UTC에 MFR은 이 열대저기압을 약한 열대 폭풍으로 업그레이드하고 이다이로 명명했다. UTC 18:00에 JTWC는 이다이를 SSHS의
카테고리 1 사이클론으로 업그레이드했다.
3월 11일 12:00 UTC에 이다이는 강한 사이클론으로 업그레이드 되며 1번째 최성기에 도달했다.
얼마 지나지 않아 이다이는 눈벽 교체주기에 진입해 약화되었다.
3월 13일 18:00 UTC에 이다이는 큰 눈을 가지게되었다. 6시간 후 이다이는 10분 최대 풍속 195km / h (120mph), 최저기압 940hPa으로 최성기를 맞이하였다.
얼마 지나지 않아 이다이는 낮은 해수면 온도와 모잠비크 해안에 가까워지면서 약화되기 시작했다. 3월 15일 00:00 UTC에 MFR은 이다이가 165km / h (105mph)의 10분 평균 풍속의 세력으로 모잠비크 베이라 근처에 상륙했다고 보고했다. 얼마 지나지 않아 JTWC는 이다이에 대한 최종 경고를 발령하였다. 이다이는 상륙 후 빠르게 약화되었다. 그날 06:00 UTC에 MFR은 이다이가 내륙으로 계속 이동함에 따라 육지 저기압이 되었다고 발표하였다. 6시간 후 MFR은 이다이에 대한 마지막 경고를 발표했다.

## 같이 보기
- 2018~2019년 남서인도양 사이클론